# Ecuador op de Olympische Zomerspelen 1924
Ecuador debuteerde op de Olympische Spelen tijdens de Olympische Zomerspelen 1924 in Parijs, Frankrijk. Drie sporters namen deel, alle drie in de olympische sport atletiek. Pas in 1968 zou de tweede deelname van het land volgen.

## Deelnemers en resultaten

### Atletiek
| Olympiër                 | Onderdeel       | Resultaat | Prestatie                           |
| ------------------------ | --------------- | --------- | ----------------------------------- |
| Alberto Jurado           | 100 m (m)       | series    | serie 1: 5de                        |
| Alberto Jurado           | verspringen (m) | series    | kwalificatie groep 2: 7de met 5,68m |
| Alberto Jarrín Jaramillo | 10.000 m (m)    | DNF       | niet gefinisht                      |
| Belisario Villacís       | marathon (m)    | DNF       | niet gefinisht                      |

Argentinië · Australië · België · Brazilië · Brits-Indië · Bulgarije · Canada · Chili · Cuba · Denemarken · Ecuador · Egypte · Estland · Filipijnen · Finland · Frankrijk · Griekenland · Groot-Brittannië · Haïti · Hongarije · Ierland · Italië · Japan · Joegoslavië · Letland · Litouwen · Luxemburg · Mexico · Monaco · Nederland · Nieuw-Zeeland · Noorwegen · Oostenrijk · Polen · Portugal · Roemenië · Spanje · Tsjecho-Slowakije · Turkije · Uruguay · Verenigde Staten · Zuid-Afrika · Zweden · Zwitserland